# Nahunta
Nahunta é uma cidade localizada no estado americano de Geórgia, no Condado de Brantley.

## Demografia
Segundo o censo americano de 2000, a sua população era de 930 habitantes.
Em 2006, foi estimada uma população de 1061, um aumento de 131 (14.1%).

## Geografia
De acordo com o United States Census Bureau tem uma área de 7,7 km², dos quais 7,7 km² cobertos por terra e 0,0 km² cobertos por água. Nahunta localiza-se a aproximadamente 19 m acima do nível do mar.

## Localidades na vizinhança
O diagrama seguinte representa as localidades num raio de 36 km ao redor de Nahunta.